# Okręt bojowy
Okręt bojowy – grupa klas okrętów przeznaczonych do wykonywania zadań taktycznych i bojowych bezpośrednio w walce. Mogą wykonywać zadania samodzielnie lub w zespołach.
Najogólniej okręty bojowe dzielą się na:
- okręty nawodne – wykonujące zadania wyłącznie w położeniu nawodnym,
- okręty podwodne – zdolne do poruszania się pod powierzchnią wody.

Okrętami bojowymi nie są przede wszystkim okręty specjalne.